# Verkhni Iàixkul
Verkhni Iàixkul (en rus: Верхний Яшкуль) és un poble (un possiólok) de Calmúquia, a Rússia, segons el cens del 2014 tenia 582 habitants. Pertany al districte municipal de Tróitskoie.